# LX Водолея
LX Водолея (лат. LX Aquarii), HD 224225 — одиночная переменная звезда в созвездии Водолея на расстоянии приблизительно 1629 световых лет (около 499 парсеков) от Солнца. Видимая звёздная величина звезды — от +7,38m до +7,29m.

## Характеристики
LX Водолея — красный гигант, пульсирующая полуправильная переменная звезда типа SRB (SRB) спектрального класса M2III. Эффективная температура — около 3950 К.